# 정사인 (플루트 연주자)
정사인(鄭士仁, 1881년 ~ 1958년)은 대한민국의 플루트 연주자이다. 서울특별시에서 태어났다. 대한제국 시대에는 군악대 시위연대에서 플루트 연주자로 활동했으며, 송도고등보통학교에서 악대를 지휘하였다. 대표작으로는 행진곡 《추풍》, 《돌진》 등이 있으며, 그 밖에도 민요 《닐리리야》, 《태평연(태평가)》와 자신이 작사, 작곡한 가곡 《타향》이 있다.